# USS Cassin Young (DD-793)
L'USS Cassin Young (DD-793) est un destroyer de classe Fletcher de l'United States Navy nommé en l'honneur du capitaine Cassin Young (en) (1894-1942), qui a reçu la Médaille d'Honneur pour son héroïsme lors de l'attaque de Pearl Harbor et tué lors de la Bataille navale de Guadalcanal à l'automne 1942.
Le Cassin Young (DD-793) a été lancé le 12 septembre 1943 par la Bethlehem Shipbuilding Corporation à San Pedro en Californie et mis en service le 31 décembre 1943.
Après avoir servi dans la Seconde Guerre mondiale, y compris la bataille du golfe de Leyte et la bataille d'Okinawa, Cassin Young a été désarmé, mais a été réactivé pendant la guerre de Corée et a continué en service actif jusqu'en 1960. Le destroyer est conservé aujourd'hui comme un navire musée commémoratif, amarré au Boston Navy Yard dans le Massachusetts, en face de l'USS Constitution. Il a été désigné National Historic Landmark en 1986 comme l'un des quatre destroyers de classe Fletcher encore à flot.

## Service

### 1944
Cassin Young est arrivé à Pearl Harbor le 19 mars 1944 pour terminer sa formation avant de naviguer vers Manus, où il a rejoint l'énorme Fast Carrier Task Force (alors appelé TF 58, d'autres fois appelé TF 38, selon que l'organisation globale s'appelait ou non US Fifth Fleet Flotte ou US Third Fleet). Le 28 avril, cette force est sortie pour des attaques aériennes contre les bastions japonais à Truk, Woleai, Satowan et Ponape, au cours desquelles il a opéré comme un navire de piquetage, chargé d'avertir son groupe d'une éventuelle contre-attaque ennemie.
Il est retourné à Majuro, puis à Pearl Harbor pour une formation supplémentaire avant de se présenter à Eniwetok le 11 juin pour rejoindre les porte-avions d'escorte affectés à la couverture lors de l'invasion de Saipan quatre jours plus tard. En plus du piquetage radar et du contrôle, il a également été appelé à l'appui des tirs côtiers. Des opérations similaires soutenant les assauts ultérieurs sur Tinian et Guam ont réclamé les services du Cassin Young jusqu'au 13 août, date à laquelle il est retourné à Eniwetok pour se reconstituer.

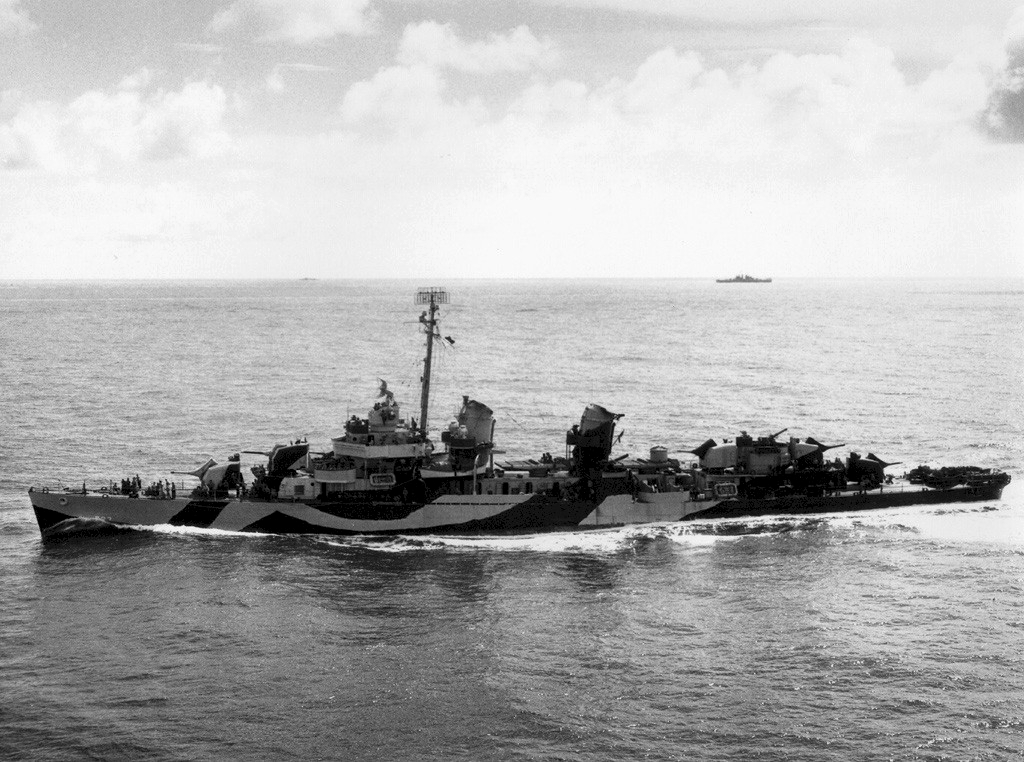
Cassin Young en 1944

Entre le 29 août et le 2 octobre 1944, Cassin Young a escorté les porte-avions du groupe opérationnel 38.3 alors que des frappes étaient lancées depuis leurs ponts pour toucher des cibles sur Palaos, Mindanao et Luzon en soutien à l'assaut vers les Philippines. Seulement quatre jours après son retour de cette mission à Ulithi, il a navigué le 6 octobre avec la même force en service dans le programme accéléré de l'assaut des Philippines puis de la bataille aérienne de Formose du 10 au 13 octobre, au cours de laquelle les Japonais ont tenté de détruire la force porteuse de l'imposante TF 38. Le 14 octobre, le croiseur USS Reno (CL-96) a été touché par un kamikaze, qui a blessé cinq des hommes de Cassin Young. avec des tirs de mitrailleuses. Cassin Young a aidé à abattre plusieurs avions lors de cette attaque.
Le 18 octobre 1944, la TF 38 prend position à l'est de Luzon pour lancer des frappes immobilisant les aérodromes ennemis en préparation de la bataille de Leyte deux jours plus tard. Après s'être tenu prêt à apporter son soutien s'il était appelé lors des premiers débarquements, le groupe de Cassin Young a commencé à rechercher les forces ennemies connues pour se diriger vers le golfe de Leyte le 23 octobre, et le lendemain, il s'est dirigé vers le détroit de San-Bernardino, prêt à lancer des frappes. Dans l'attaque aérienne la plus vigoureuse et la plus réussie montée par les Japonais pendant l'opération sur Leyte, à 09h38 le 24 octobre, une bombe ennemie a frappé le porte-avions USS Princeton (CVL-23), et Cassin Young a rejoint TG 38.3 pour la course vers le nord pour attaquer la Force Japonaise du Nord. Cela s'est développé le 25 octobre dans la bataille du cap Engão, une série de frappes aériennes au cours desquelles quatre porte-avions japonais et un destroyer ont été coulés.

### 1945
Cassin Young a poursuivi ses opérations à l'appui de la conquête de Leyte, alors que ses porte-avions continuaient à se déplacer largement, frappant les bases ennemies d'Okinawa, Formose et Luçon. Avec Ulithi comme base, le destroyer a escorté les porte-avions lors du raid en mer de Chine méridionale de janvier 1945 alors que leurs avions attaquaient Formose, Luçon, la baie de Cam Ranh, Hong Kong, Canton et l'Archipel Ryūkyū dans leur soutien à l'assaut de Luçon. Une brève révision à Ulithi l'a préparé pour les opérations soutenant la Bataille d'Iwo Jima avec des frappes aériennes sur Honshū et Okinawa, le bombardement de Okinotori-shima, et le filtrage d'Iwo Jima lui-même lors de l'assaut initial du 19 février.
Okinawa :
Cassin Young est retourné à Ulithi, où il a été attaché à la Task Force 54 (TF 54) pour la Bataille d'Okinawa, pour laquelle elle a navigué d'Ulithi le 22 mars 1945. Après avoir masqué les navires lourds lors du bombardement massif d'avant l'invasion, Cassin Young s'est déplacé vers la côte pour soutenir les activités des Underwater Demolition Team préparant les plages. Le jour même de l'invasion, le 1er avril, le destroyer a offert un appui-feu dans les zones d'assaut, puis a assuré le piquet radar. Comme l'armée de l'air japonaise avait été décimée à ce stade de la guerre, le manque de pilotes entraînés et expérimentés a conduit à son déploiement le plus important d'attaques kamikazes au cours de cette bataille ; le 6 avril, Cassin Young a connu sa première action kamikaze, sauvant les survivants de deux destroyers à proximité qui ont été coulés.
12 avril - Attaque Kamikaze :
Le 12 avril, une vague massive de kamikazes est arrivée à midi. Les coups de feu précis de Cassin Young avaient aidé à abattre cinq avions, mais un sixième s'est écrasé en hauteur dans son mât de misaine, explosant dans les airs à seulement 15 m du navire, ne faisant qu'une victime. Cassin Young, bien qu'endommagé, a rejoint l'archipel Kerama par ses propres moyens. Après les réparations à Ulithi, il est revenu à Okinawa le 31 mai et a repris le devoir de piquetage de radar.
29 juillet - Rattage Kamikaze :
Alors que les attaques kamikazes se poursuivaient, Cassin Young n'eut de répit que pendant deux brefs voyages d'escorte de convoi vers les Îles Mariannes. Le 28 juillet, son groupe est de nouveau une cible de choix pour les Japonais, avec un destroyer coulé et un autre gravement endommagé par des kamikazes. Au cours de l'engagement, Cassin Young a aidé à abattre deux avions ennemis et a sauvé les survivants du navire coulé. Le lendemain, il a été touché pour la deuxième fois, lorsqu'un avion volant à basse altitude a heurté son côté tribord, frappant sa salle de commande de tir. Une énorme explosion au milieu du navire a été suivie d'un incendie, mais l'équipage a réussi à rétablir l'alimentation d'un moteur, à maîtriser les flammes et à mettre le navire en route pour se mettre en sécurité à Kerama en 20 minutes. Vingt-deux hommes ont été tués et 45 blessés. Pour son service déterminé et sa bravoure dans la ligne de piquetage radar d'Okinawa, il a reçu la Navy Unit Commendation.

### 1946
Cassin Young quitte Okinawa le 8 août et rentre à sa base de San Pedro, en Californie, pour des réparations. Entièrement réparé, puis désarmé, il est placé en réserve à San Diego le 28 mai 1946.

### 1951-1960
Recommandé le 8 septembre 1951, il a quitté San Diego le 4 janvier 1952 pour son nouveau port d'attache, Newport à Rhode Island. En septembre 1952, il est entré dans la cale sèche no 1 du Boston Navy Yard pour la première des quatre révisions majeures qu'il subira dans ce chantier naval. À cette époque, le navire a été mis à jour dans sa configuration actuelle. Deux lanceurs anti-sous-marins Hedgehog (ASW) et deux affûts de torpilles pour la Mark 32 torpedo (en) ont été ajoutés, avec un montage de tube lance-torpilles quintuple de 21 pouces (533 mm) retiré. De plus, quatre supports doubles Bofors 40 mm ont été remplacés par deux supports quadruples. Le mât avant a été remplacé par un mât tripode pour accueillir des systèmes radar et électroniques améliorés. Des opérations locales et une formation de recyclage dans les Caraïbes ont précédé une période d'exercices anti-sous-marins au large de la Floride du 7 mai au 12 juin 1953.
Sa première période de service avec la 6e flotte en Méditerranée a eu lieu du 16 septembre au 30 novembre 1953. Après une autre période de des opérations locales et des exercices dans la mer des Caraïbes au début de 1954, il a rejoint Newport le 3 mai pour une croisière autour du monde, qui comprenait des exercices avec la 7e flotte dans le Pacifique occidental, des patrouilles au large de la Corée et des visites de bonne volonté à Ports d'Extrême-Orient et de la Méditerranée. Il est revenu à Newport le 28 novembre 1954. Ses opérations à partir de cette époque jusqu'en 1960 comprenaient des exercices d'entraînement dans les Caraïbes et au large de la côte est ainsi que des périodes de service en Méditerranée en 1956, hiver 1956-57 et 1959, et un tour de visites dans les ports du nord de l'Europe en 1958. Au cours de ce dernier déploiement outre-mer, un problème a été découvert avec son gouvernail qui l'a mis en cale sèche en France. À ce stade, les coûts de réparation l'emportaient sur la conservation du navire vieillissant. Par conséquent, le 6 février 1960, il est arrivé au chantier naval de Norfolk pour être désarmé. Le navire a été mis en stockage au Naval Inactive Ship Maintenance Facility de Philadelphie le 29 avril 1960.

### Après 1974

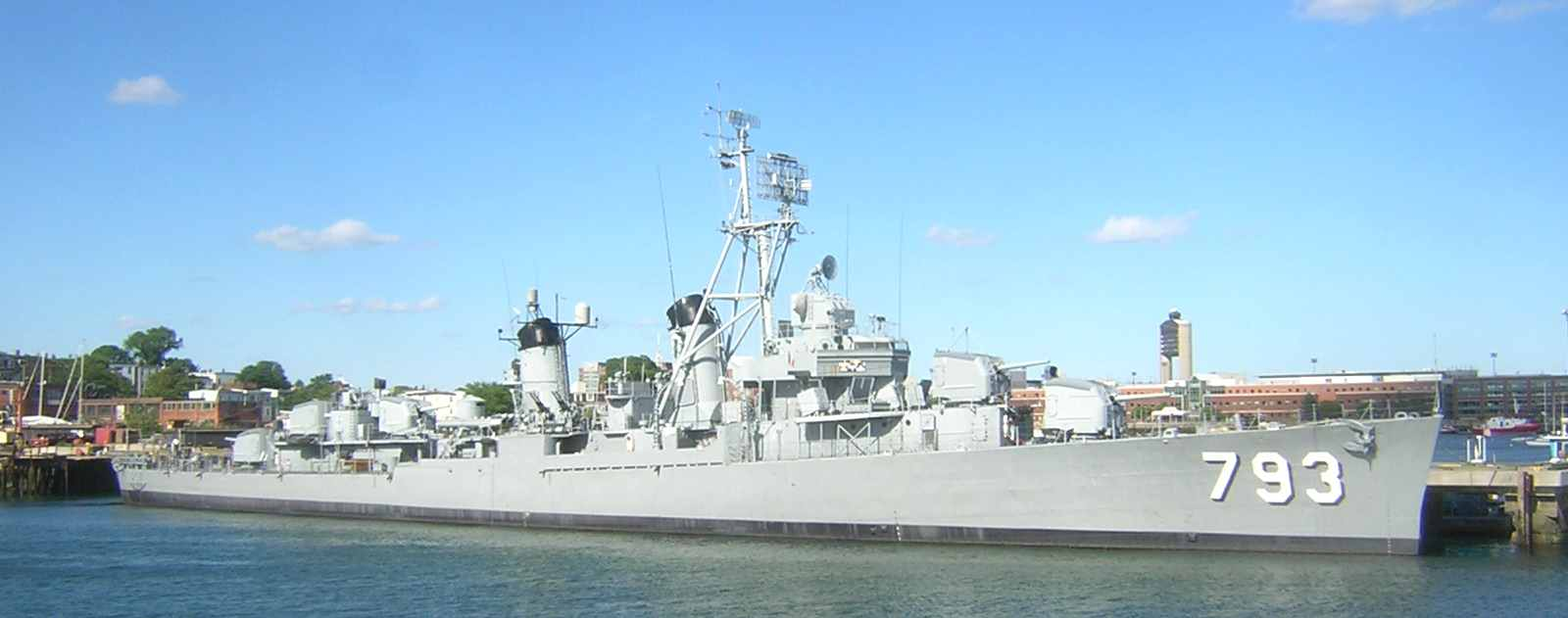
Cassin Young en 2013

Cassin Young a été rayé du Naval Vessel Register le 1er décembre 1974. L'US Navy l'a prêté de façon permanente au National Park Service , pour qu'il soit conservé en tant que navire commémoratif flottant amarré au Boston Navy Yard, qui fait partie du Boston National Historical Park (BNHP) à Boston, Massachusetts, en face de l'USS Constitution. Il est arrivé le 15 juin 1978 et a été ouvert au public en 1981. Le navire est entretenu et exploité par le National Park Service et le Cassin Young Volunteers. Il a été inscrit au registre national des lieux historiques et désigné monument historique national en 1986, en tant qu'exemple bien conservé du destroyer de classe Fletcher, la classe de destroyer la plus nombreuse produite par les États-Unis pendant la Seconde Guerre mondiale.
Fin juillet 2010, Cassin Young a fermé au public en prévision de la mise en cale sèche. Le 9 août 2010, il a été transféré dans la cale sèche historique no 1 à BNHP pour la première fois en 30 ans pour des réparations indispensables à sa coque. Le 4 septembre 2012, le navire a été fermé au public pour permettre aux entrepreneurs d'effectuer les dernières réparations de la coque. Cassin Young est retourné à son poste au Quai 1 le 14 mai 2013. Le 4 juin 2013, il a été transféré au chantier naval et à la marina du port de Boston à East Boston pendant que des réparations étaient effectuées sur son poste d'amarrage à Charlestown. En septembre 2013, elle avait regagné sa place de musée.
Trois autres navires de classe Fletcher sont conservés comme mémoriaux :
- USS The Sullivans (DD-537) à Buffalo (New York)
- USS Kidd (DD-661) à Baton Rouge, Louisiane
- Destroyer grec Velos (D16), ancien USS Charrette (DD-581), à Thessalonique, Grèce

## Galerie

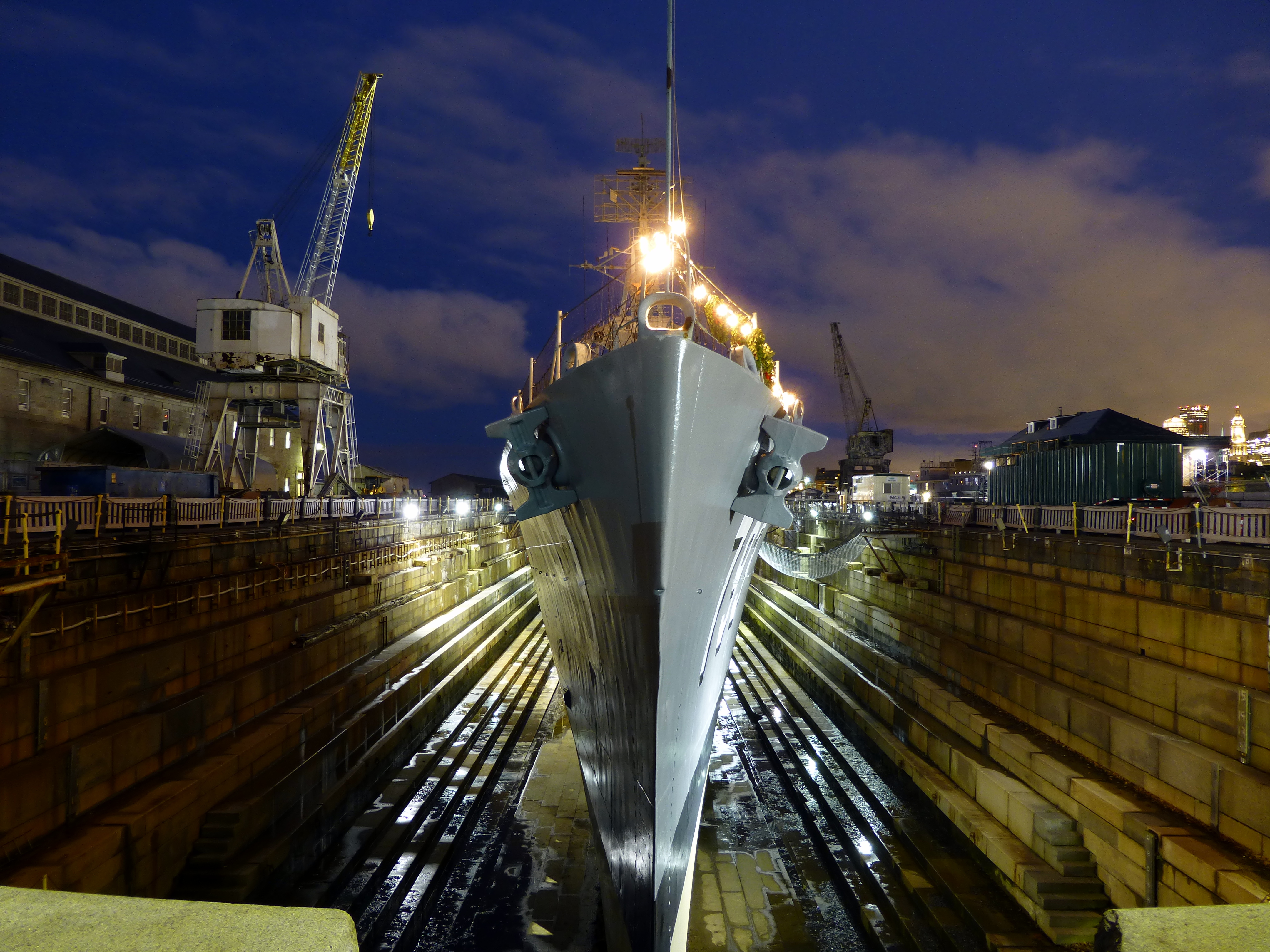
Décembre 2012
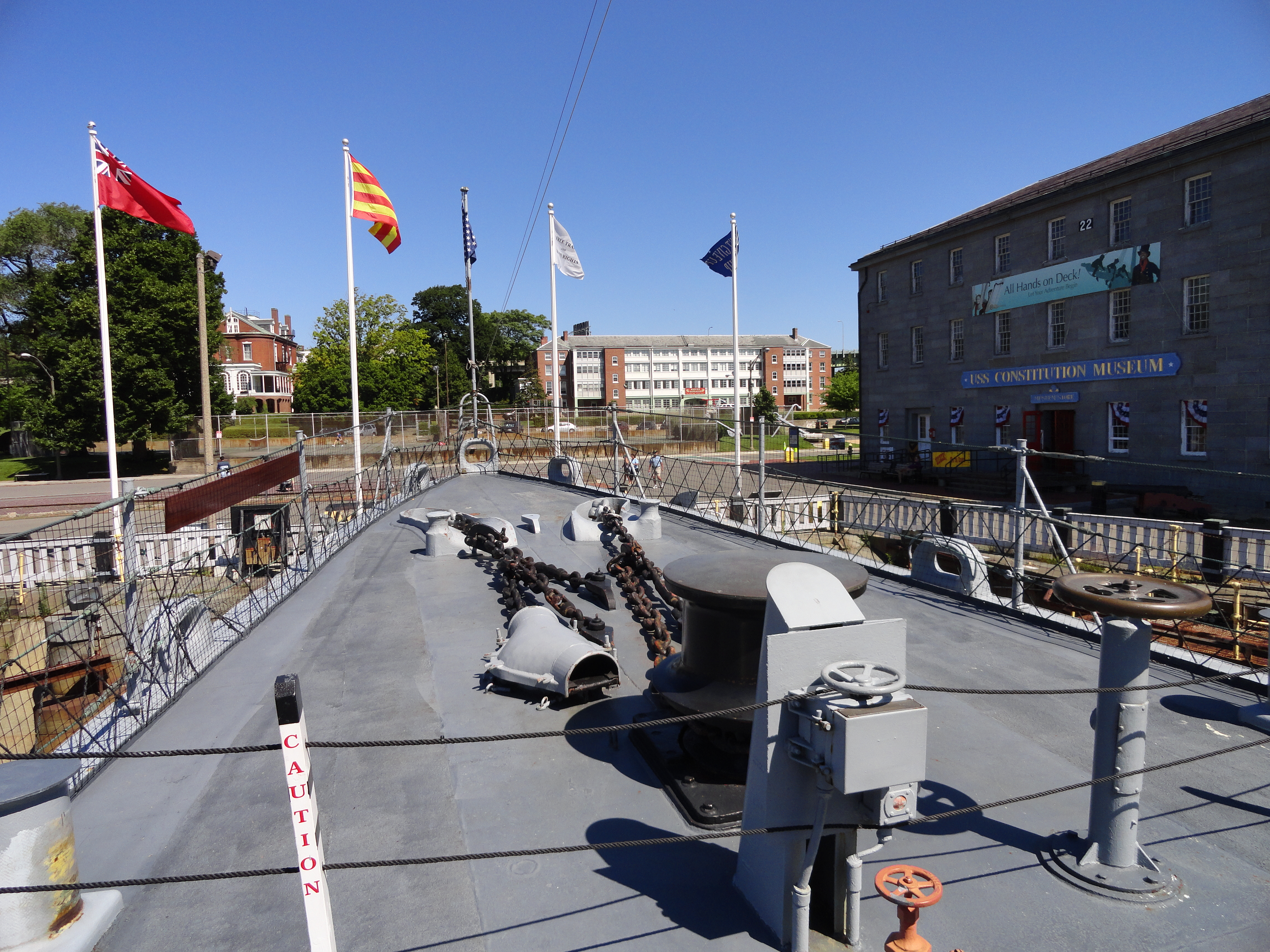
Pont avant
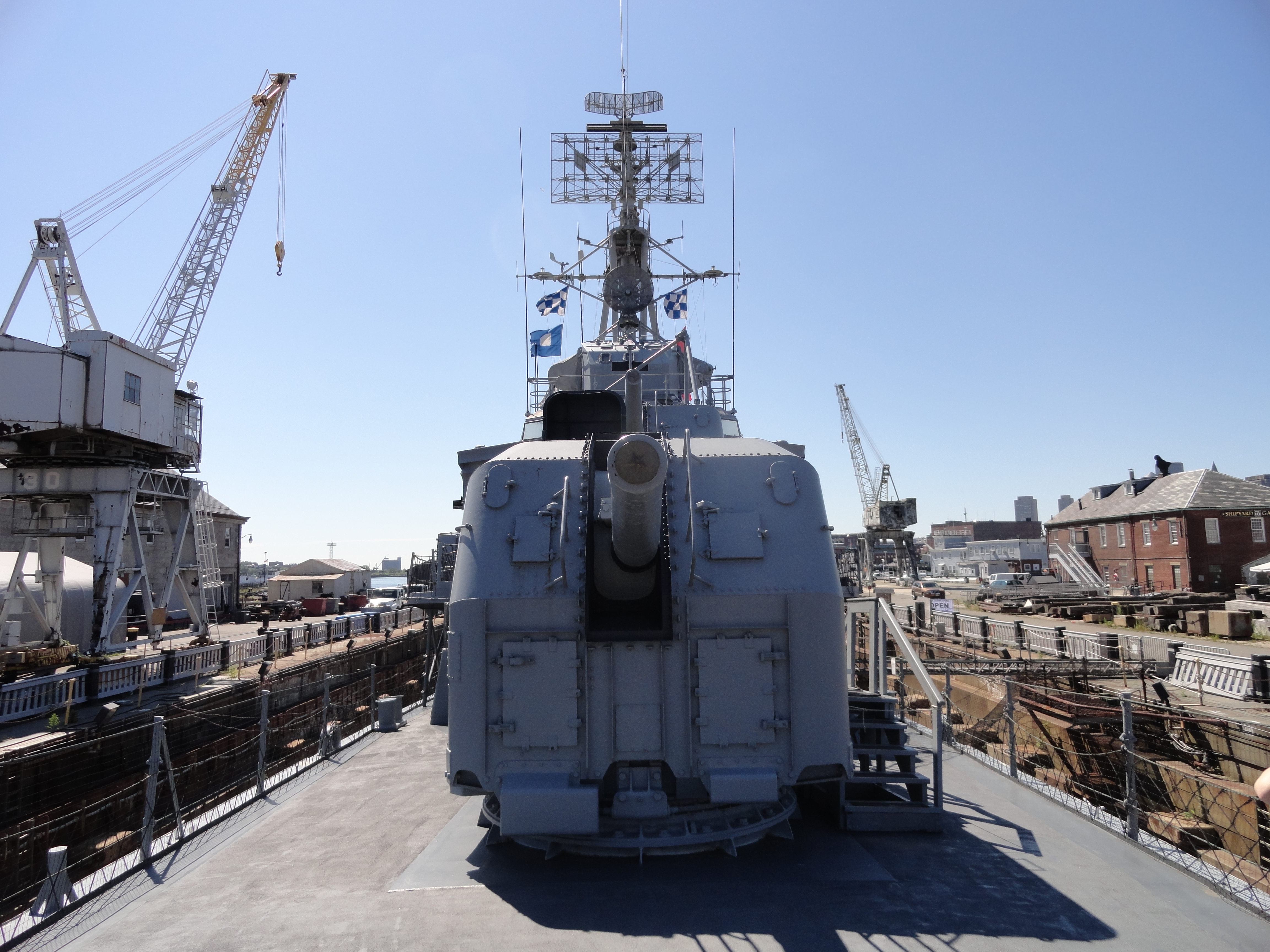
Batterie "51"
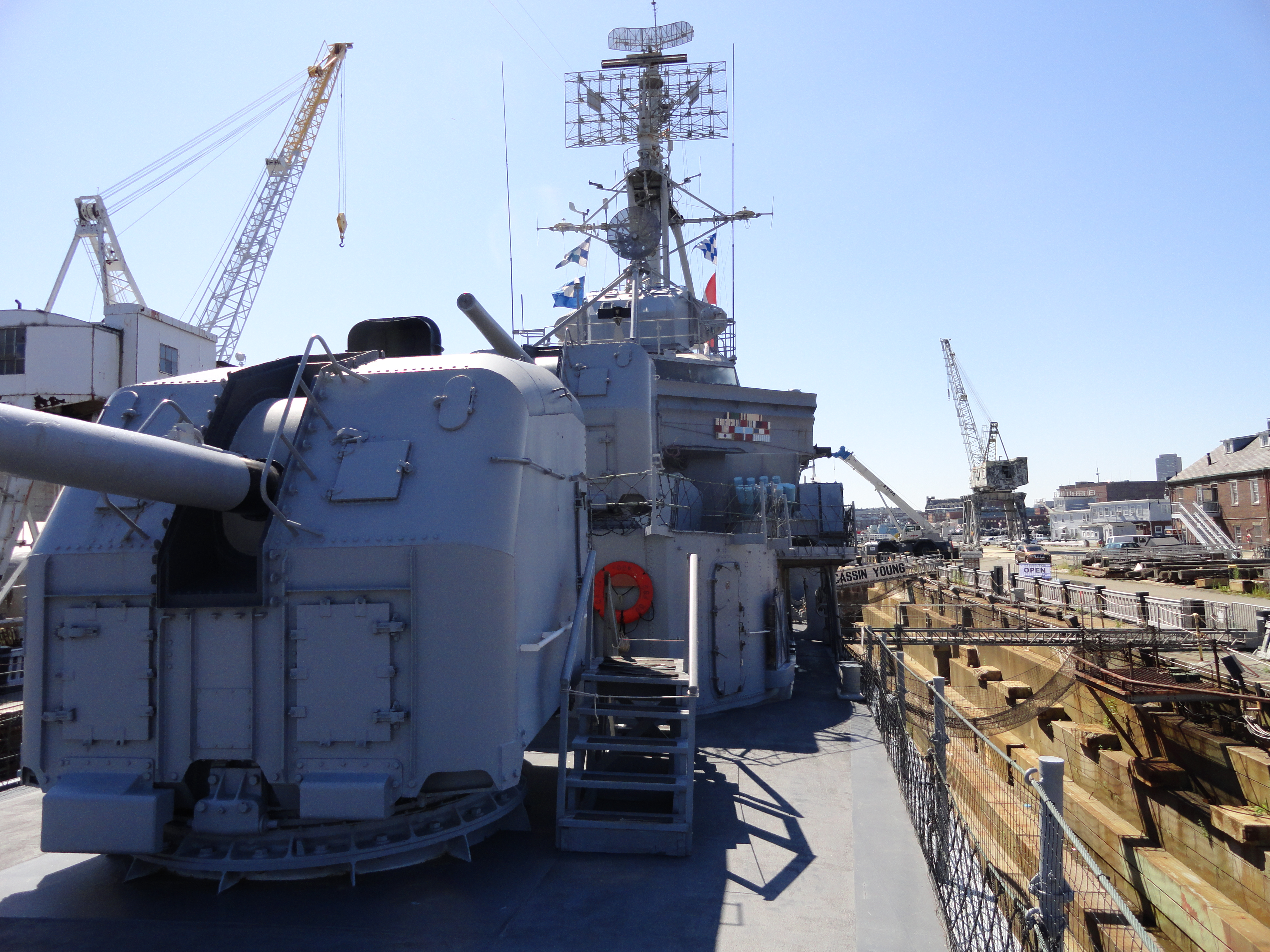
Batteries "51" et "52"
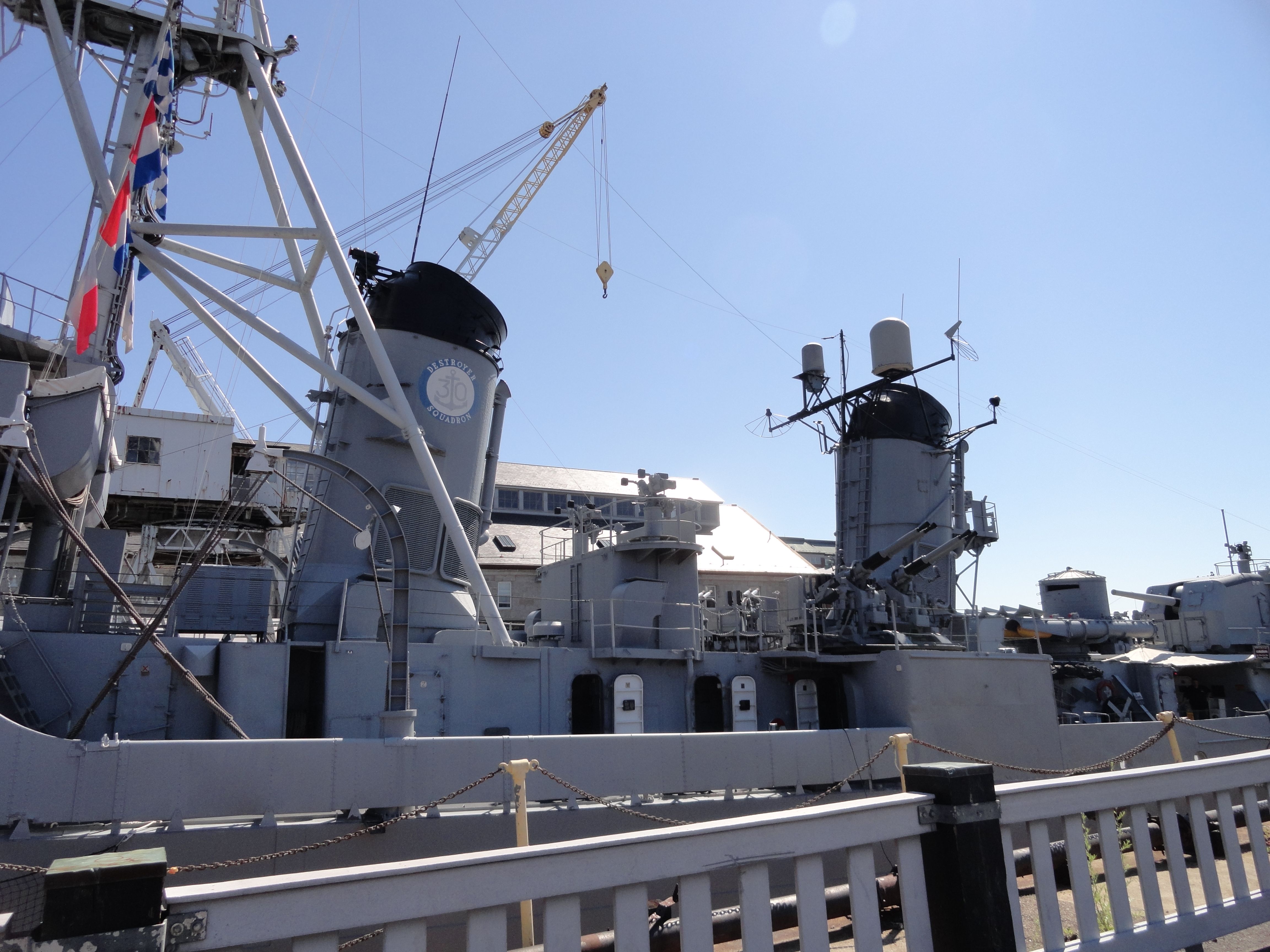
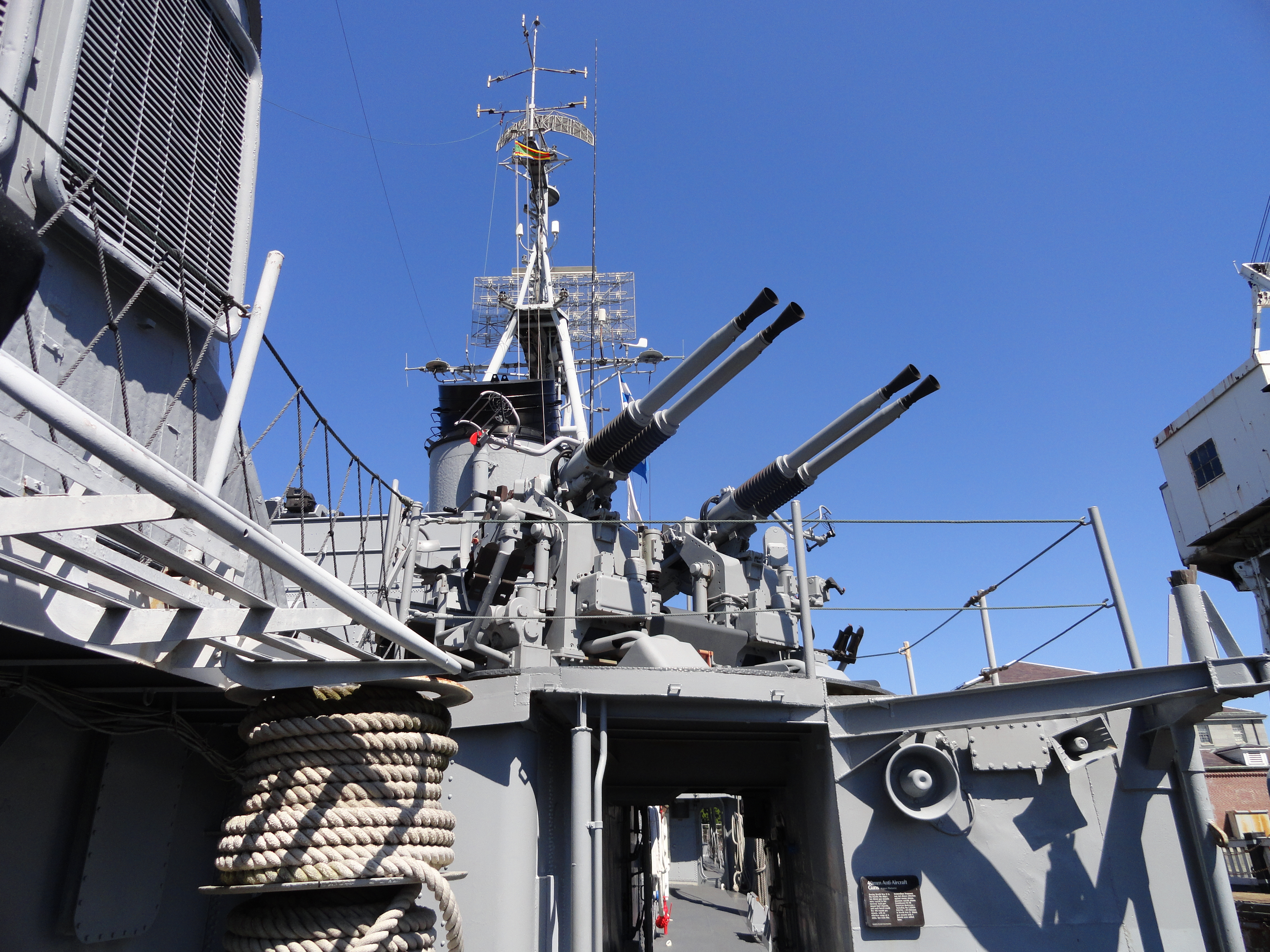
Bofors 40 mm
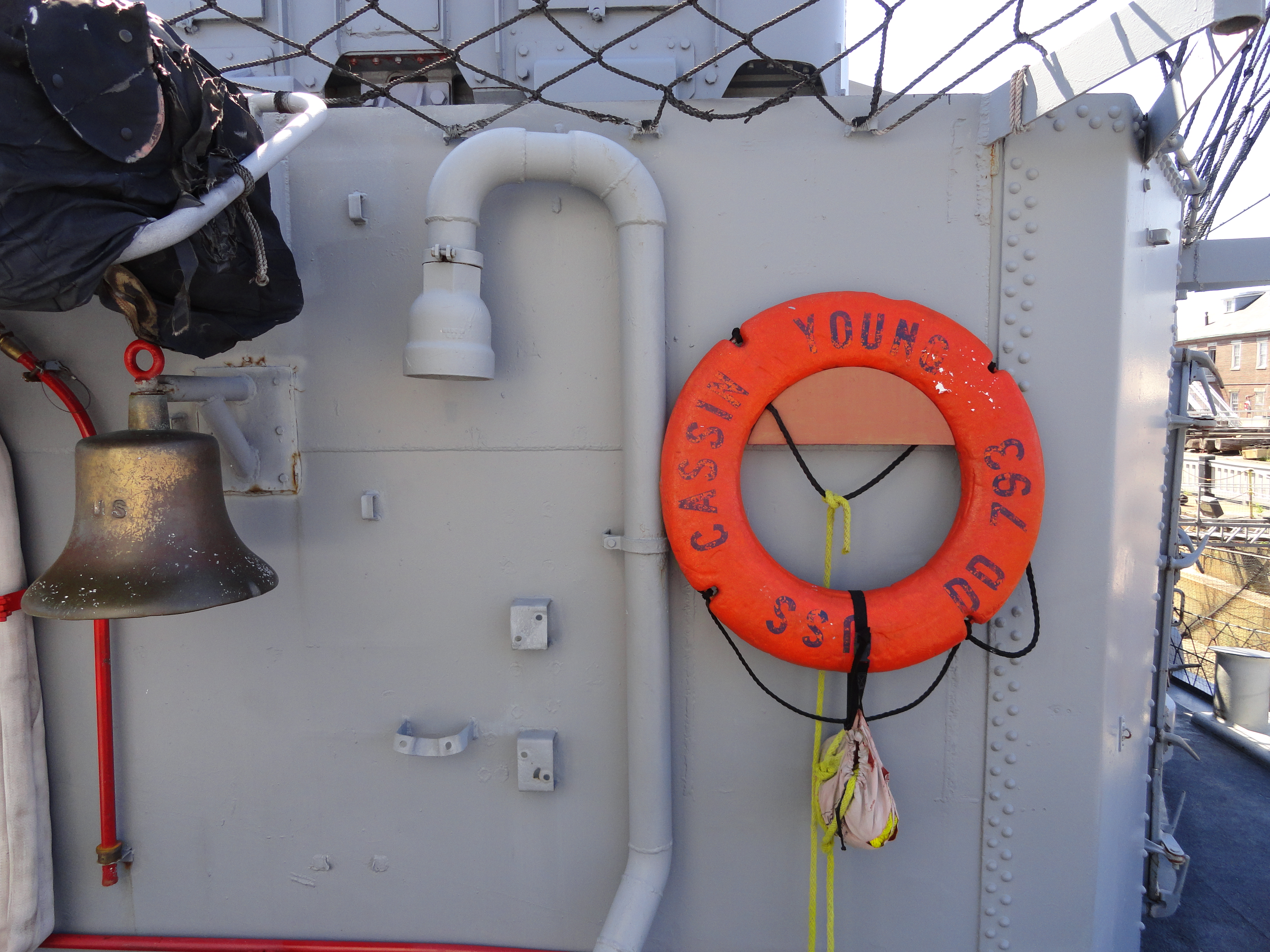
Cloche
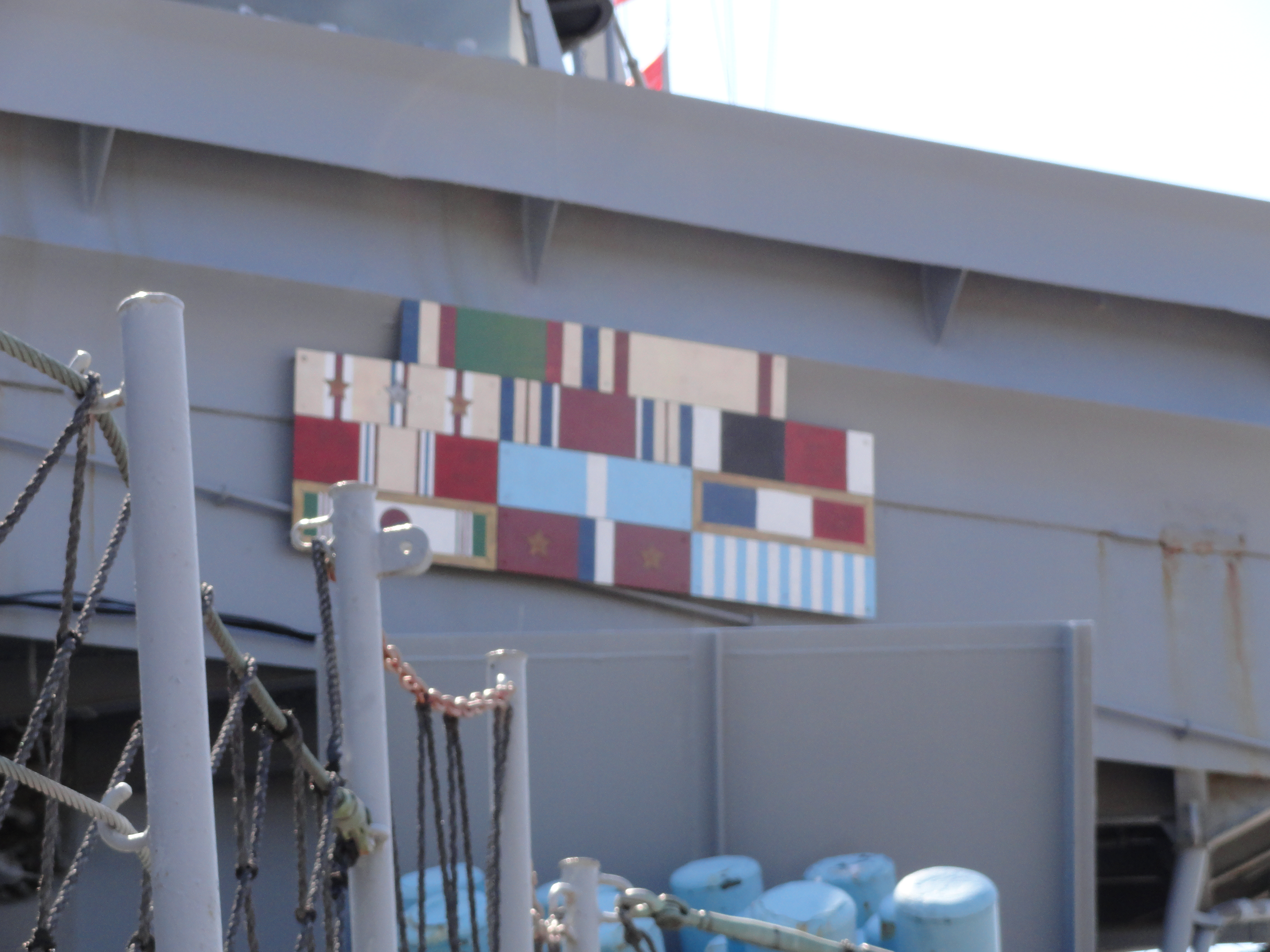
Décorations
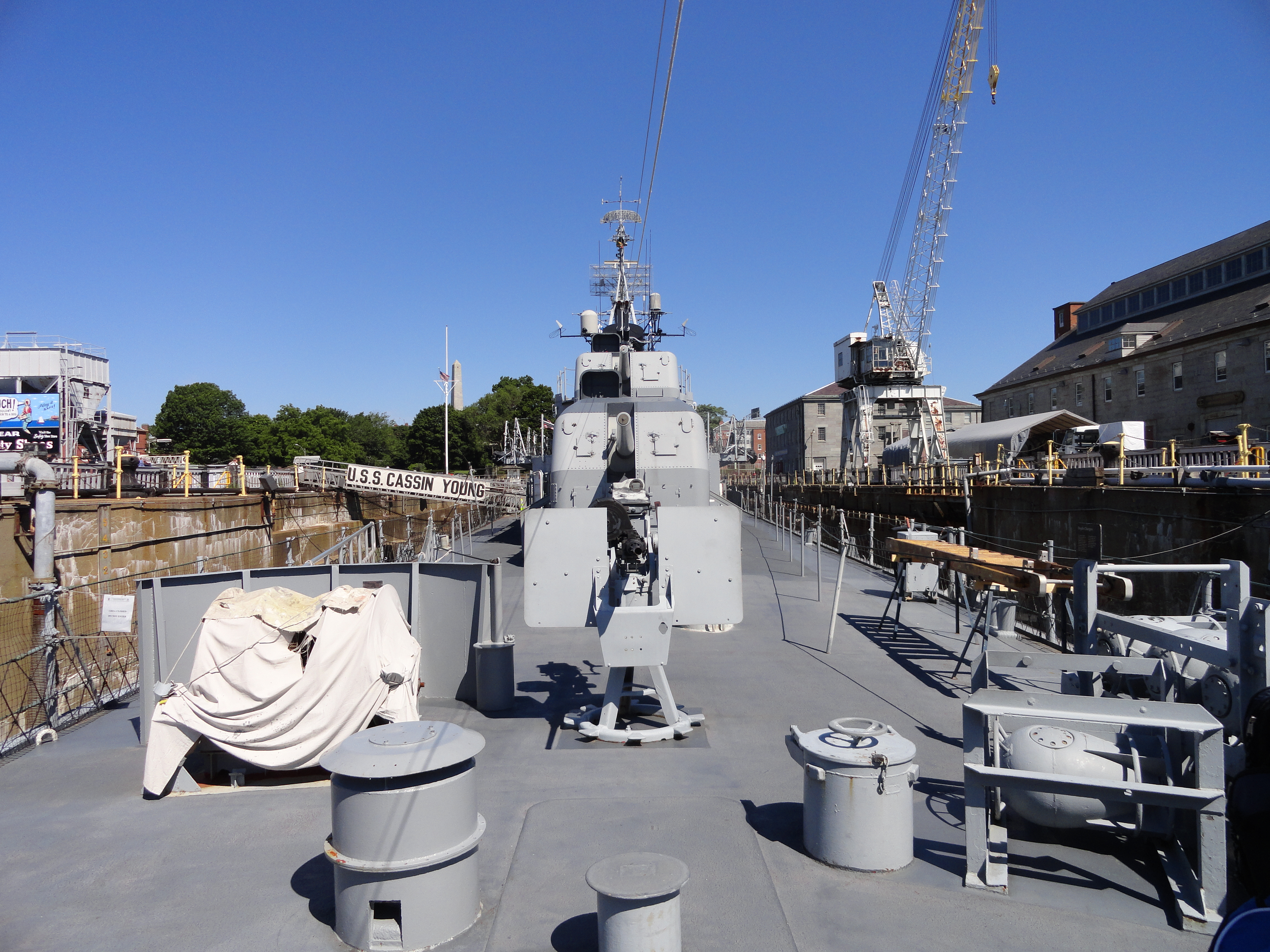
Batteries "54" et "55"
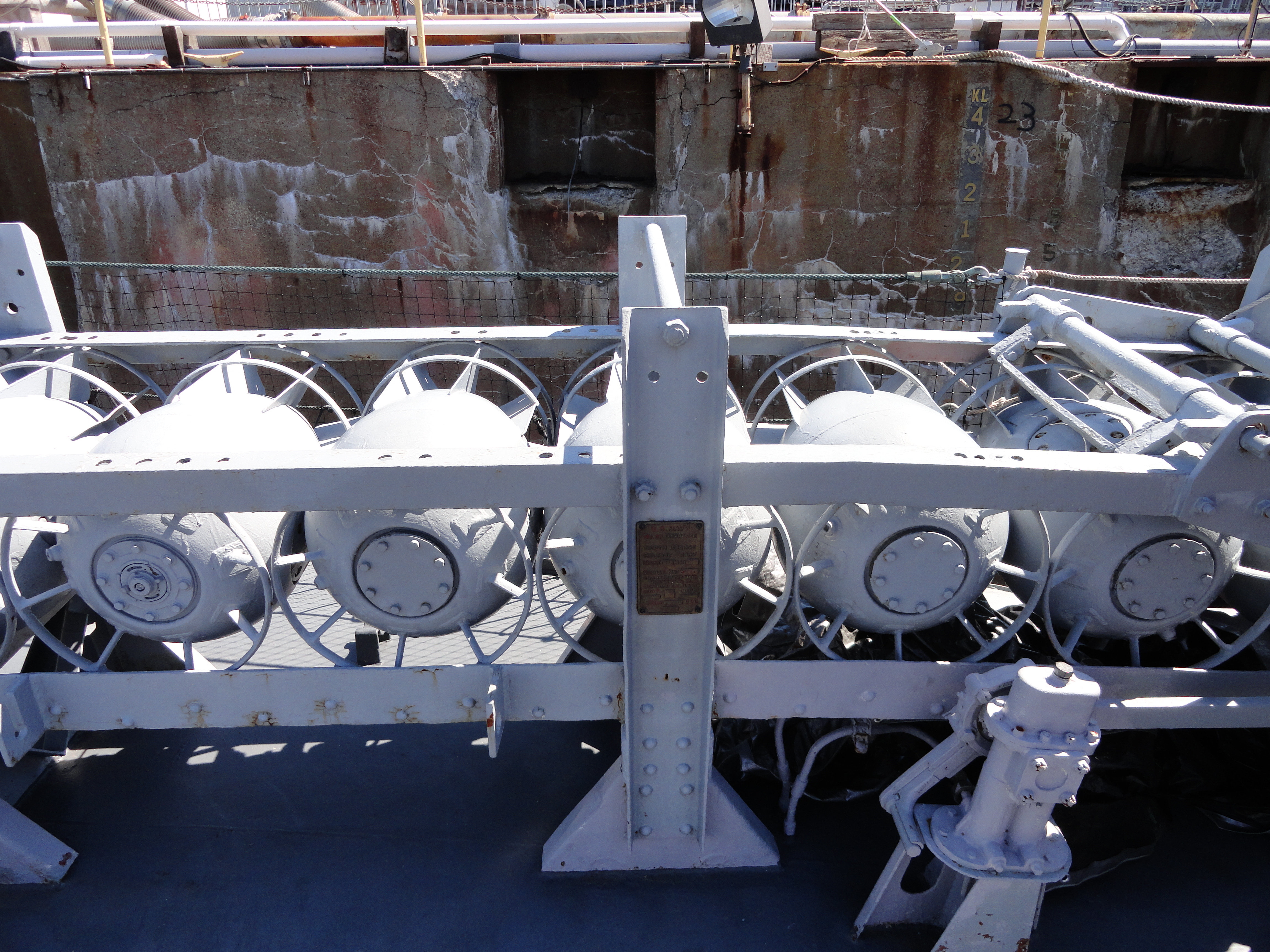
Charges sous-marines
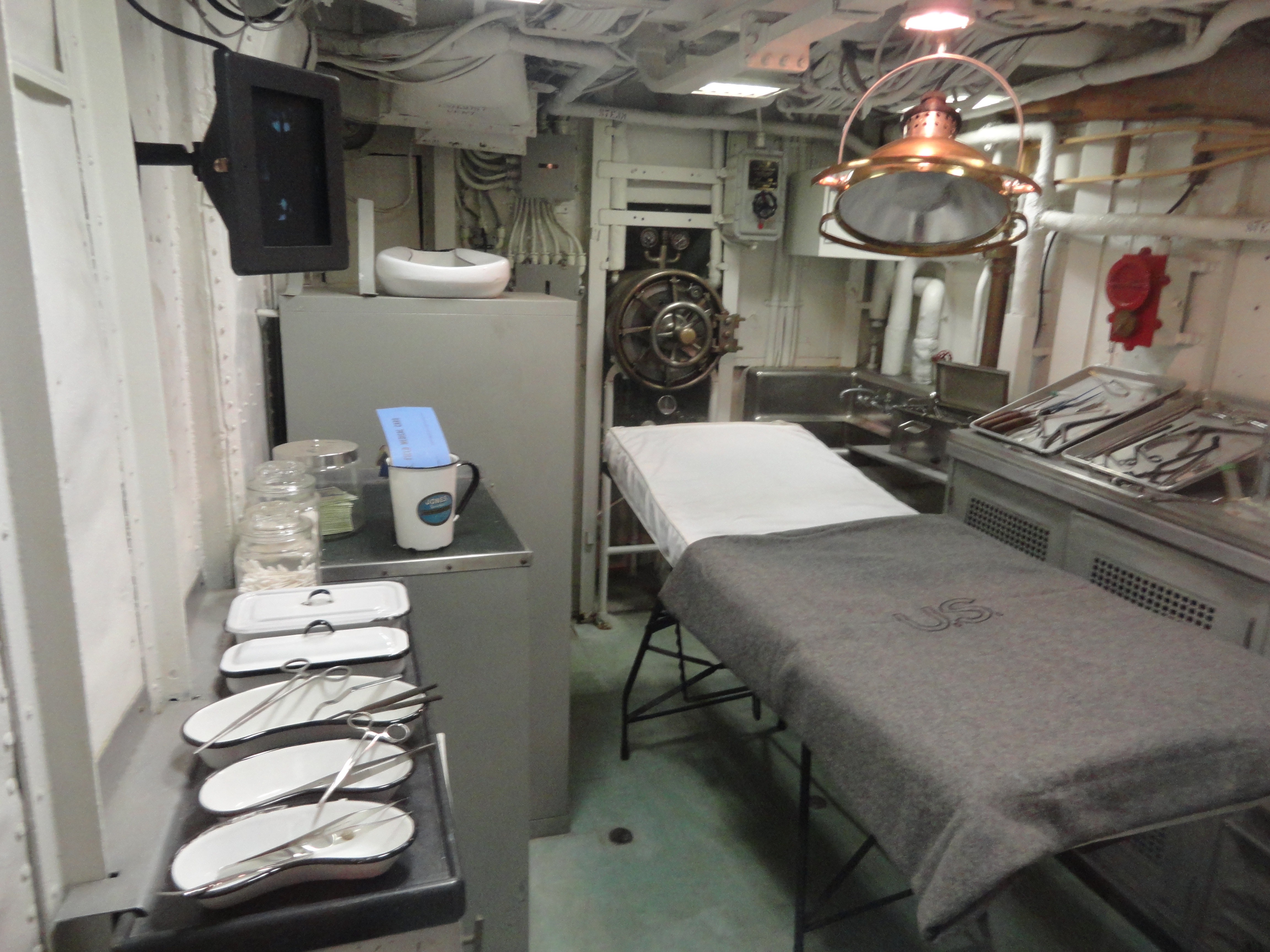
Salle d'opération
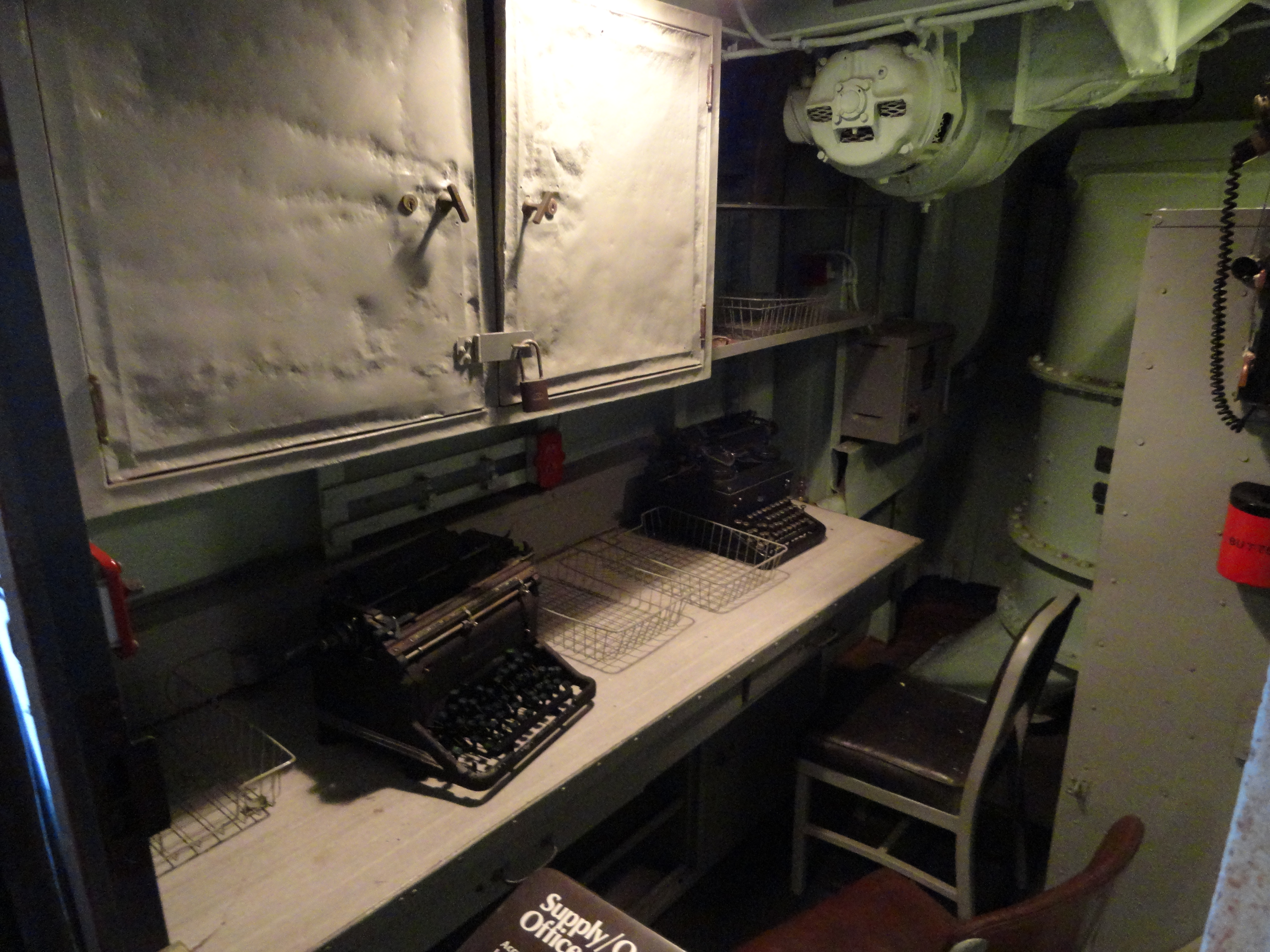
Office
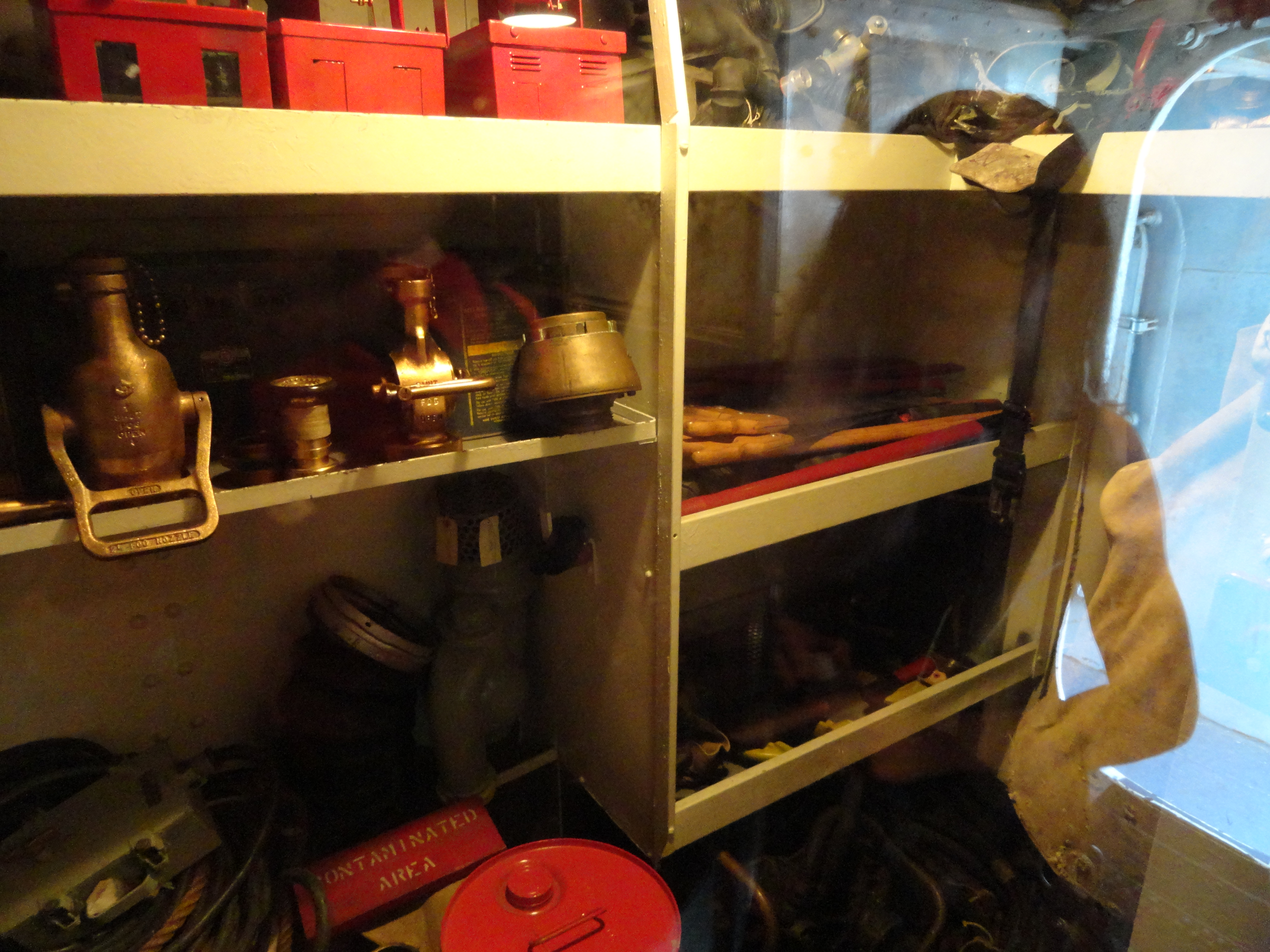
Matériel
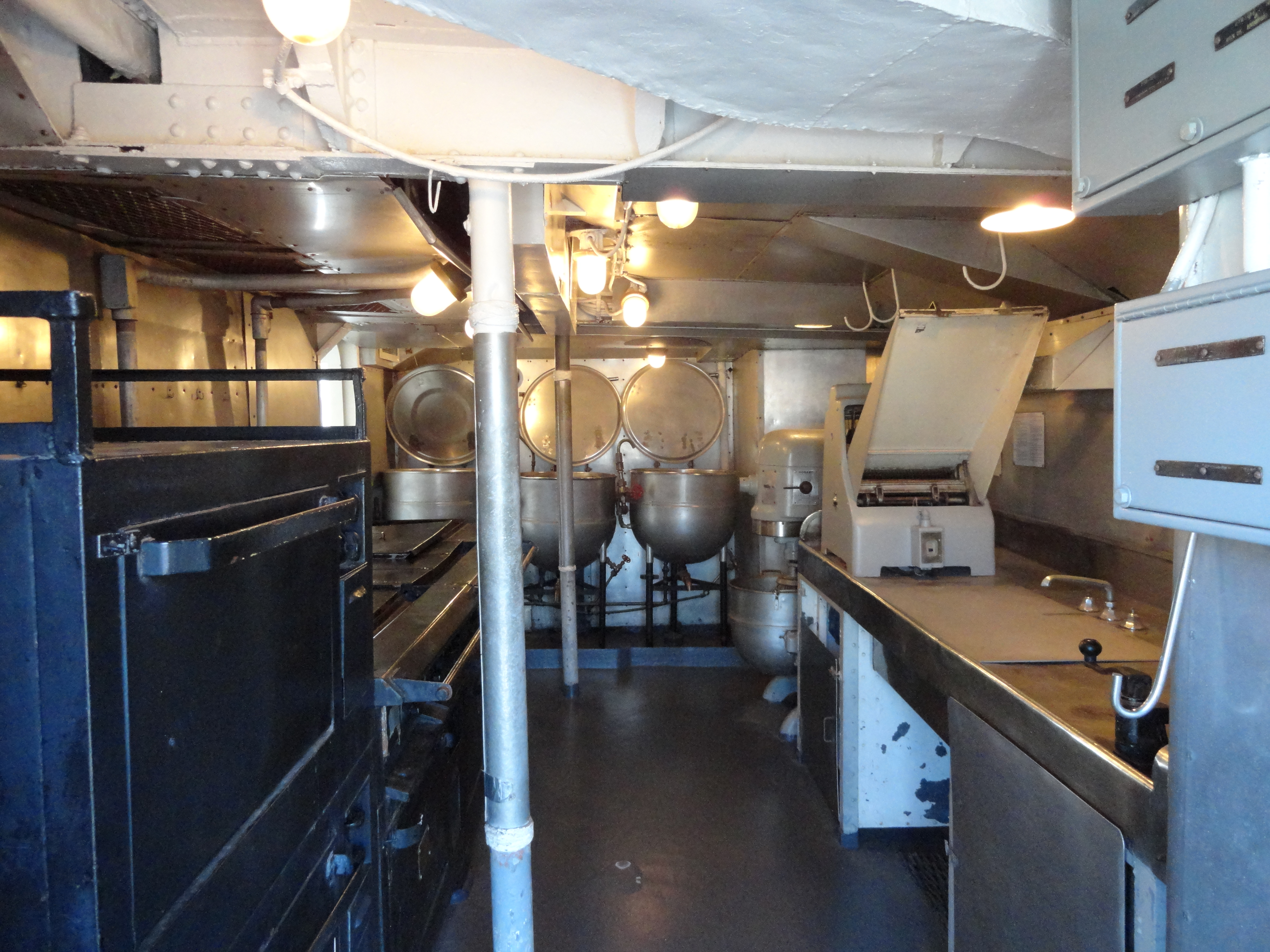
Cuisine